# Chiesa di San Michele Arcangelo (Sasso d'Ombrone)
La chiesa di San Michele Arcangelo è la chiesa di Sasso d'Ombrone, frazione del comune di Cinigiano.

## Storia e descrizione
Fu eretta in sostituzione della precedente chiesa, documentata sin dagli inizi del Duecento, in epoca anteriore al secolo XVIII ma non precisabile per i drastici interventi di ristrutturazione subiti intorno al 1840 e agli inizi del Novecento.
La facciata a capanna, improntata a forme neoclassiche, presenta un portale architravato ed è sormontata da un timpano triangolare. Nell'interno si distingue il vigoroso Crocifisso ligneo policromo, databile intorno al secondo quarto del Quattrocento ed ascrivibile ad uno scultore d'ambiente senese che si riallaccia alla tipologia del crocifisso doloroso, peculiare dell'area germanica sin dall'epoca gotica.